# Barbarossa og den danske grundlov - om grundlovsbruddet 22. juni 1941.
Barbarossa og den danske grundlov - om grundlovsbruddet 22. juni 1941 er en film fra 1984 instrueret af Tommy Flugt efter eget manuskript.

## Handling
Kortfilm, der med en blanding af gamle og nye optagelser beretter om et fortidigt brud på grundloven. Samtidig med at Nazityskland angreb USSR den 22. juni 1941, blev omkring 400 danskere arresteret og sendt i koncentrationslejre med den danske regerings accept.